# Ziarul de Roman
Ziarul de Roman este un ziar regional din Moldova din România.